# خورخي أباريسيو إسترادا
خورخي أباريسيو إسترادا (بالإسبانية: Jorge Aparicio Estrada)‏ هو لاعب كرة قدم مكسيكي في مركز الوسط، ولد في 27 مايو 1989. لعب مع سيمارونس دي سونورا ‏.